# Charadra deridens
Charadra deridens är en fjärilsart som beskrevs av Achille Guenée 1852. Charadra deridens ingår i släktet Charadra och familjen Pantheidae. Inga underarter finns listade i Catalogue of Life.

## Bildgalleri

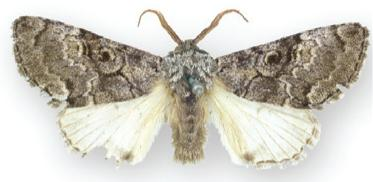